# Glyphodes bicolor
Glyphodes bicolor is een vlinder uit de familie van de grasmotten (Crambidae), uit de onderfamilie van de Spilomelinae. De wetenschappelijke naam van deze soort is voor het eerst voorgesteld als Botis bicolor door William John Swainson in een publicatie uit 1821.
De spanwijdte bedraagt ongeveer 2 centimeter.

## Verspreiding
De soort komt voor in:
- het Afrotropisch gebied (Gambia, Mali, Liberia, Congo-Kinshasa, Oeganda, Tanzania, Angola, Mozambique, Zimbabwe, Zuid-Afrika),
- het Oriëntaals gebied (India[2], Bhutan[3], China (Hainan)[4]),
- het Palearctisch gebied (China[3]),
- het Australaziatisch gebied (Papoea-Nieuw-Guinea[3], Australië[1]).

## Waardplanten
De rups leeft op:
- Apocynaceae
  - Alstonia scholaris
  - Carissa carandas
  - Nerium oleander
- Moraceae
  - Artocarpus integer
  - Ficus benghalensis
- Fabaceae
  - Desmodium oojeinense
- Verbenaceae
  - Tectona grandis